# BTBD2
BTBD2‏ (BTB domain containing 2) هوَ بروتين يُشَفر بواسطة جين BTBD2 في الإنسان.

## الوظيفة
ترتبط النهاية الكربوكسيلية للبروتين المشفر بواسطة هذا الجين بإنزيم توبوإيزوميراز I. وتحتوي النهاية الأمينية على منطقة غنية بالبرولين ومجال BTB/POZ، وكلاهما يشاركان عادة في التفاعلات بين البروتينات. وعلى المستوى الخلوي، يتمركز البروتين في الأجسام السيتوبلازمية.

## التفاعل
لقد ثبت أن BTBD2 يتفاعل مع TOP1.